# Jamadagni
Jamadagni, i indisk mytologi en rishi eller siare, diktare, ofta nämnd i samband med en annan helig siare, Vichvamitra. I epos en son till Bhargava Rchika och fader till Parapurama.
Jamadagni skall först ha varit en brahmin, vilken sänkt sig ända därhän, att han äktat en kungadotter (en kung står i Indien i vissa avseenden under den lägste pagod-brahminen), vilken genom Brahmas tillskyndelse blev moder till Parapurama, en inkarnation (avatar) av Vishnu.